# Let Love Rule (canción)
«Let Love Rule» es un sencillo del artista estadounidense Lenny Kravitz. La canción forma parte del álbum Let Love Rule, lanzado en 1989.
En abril de 2009, el dúo francés de house Justice lanzó una remezcla de la canción para promocionar la edición de lujo del 20.º aniversario del álbum. En octubre, se lanzó un video musical de la remezcla, dirigido por Keith Schofield.
La canción forma parte de la banda sonora del videojuego Guitar Hero 5.

## Posicionamiento
| Lista              | Posición |
| ------------------ | -------- |
| Mainstream Rock    | 23       |
| Modern Rock Tracks | 5        |
| Billboard Hot 100  | 89       |
| Single Top 100     | 26       |
| ARIA Charts        | 36       |